# Semaeopus micropis
Semaeopus micropis är en fjärilsart som beskrevs av George Francis Hampson 1904. Semaeopus micropis ingår i släktet Semaeopus och familjen mätare. Inga underarter finns listade i Catalogue of Life.